# Molophilus (Molophilus) admetus
Molophilus (Molophilus) admetus is een tweevleugelige uit de familie steltmuggen (Limoniidae). De soort komt voor in het Oriëntaals gebied.